# Hart Beat
Pour plus de détails, voir Fiche technique et Distribution.
Hart Beat est un film néerlandais réalisé par Hans Somers et sorti en 2016.

## Synopsis
Zoë, fille ordinaire, candidate pour intégrer une troupe d’opéra avec sa meilleure amie, Sam. En rentrant à vélo, elle fait la rencontre de Mik, le beau et talentueux chanteur. Elle ne l’aime pas, le trouve arrogant, et pense qu’il est prêt à tout pour la célébrité. Elle est loin de se douter de ce qui les attend. 

## Fiche technique
- Titre original : Hart Beat
- Réalisation : Hans Somers
- Scénario : Anjali Taneja, Ivo W. Punt et Jeroen van der Zee (nl)
- Montage : Haukje Heuff et Elsbeth Kasteel
- Production : Maarten Swart (nl)
- Pays de production :  Pays-Bas
- Langue originale : néerlandais
- Genre : comédie
- Durée : 90 minutes
- Dates de sortie :
  - Pays-Bas : 12 octobre 2016

## Distribution
- Vajèn van den Bosch : Zoë
- Rein van Duivenboden : Mik
- Monsif Bakkali (nl) : JJ
- Martijn Fischer : Jim, le père de Zoë
- Jelka van Houten : Inge, la mère de Zoë
- Stephanie van Eer : Sam
- Britt Scholte : Saskia
- Vivienne van den Assem : Lillian
- Holly Mae Brood (nl) : Kate
- Tara Hetharia : Amy